# Hofterup
Hofterup è un'area urbana della Svezia situata nel comune di Kävlinge, contea di Scania.
La popolazione rilevata nel censimento 2010 era di 3 501 abitanti.